# Carlo Armellini
Pour les articles homonymes, voir Armellini.

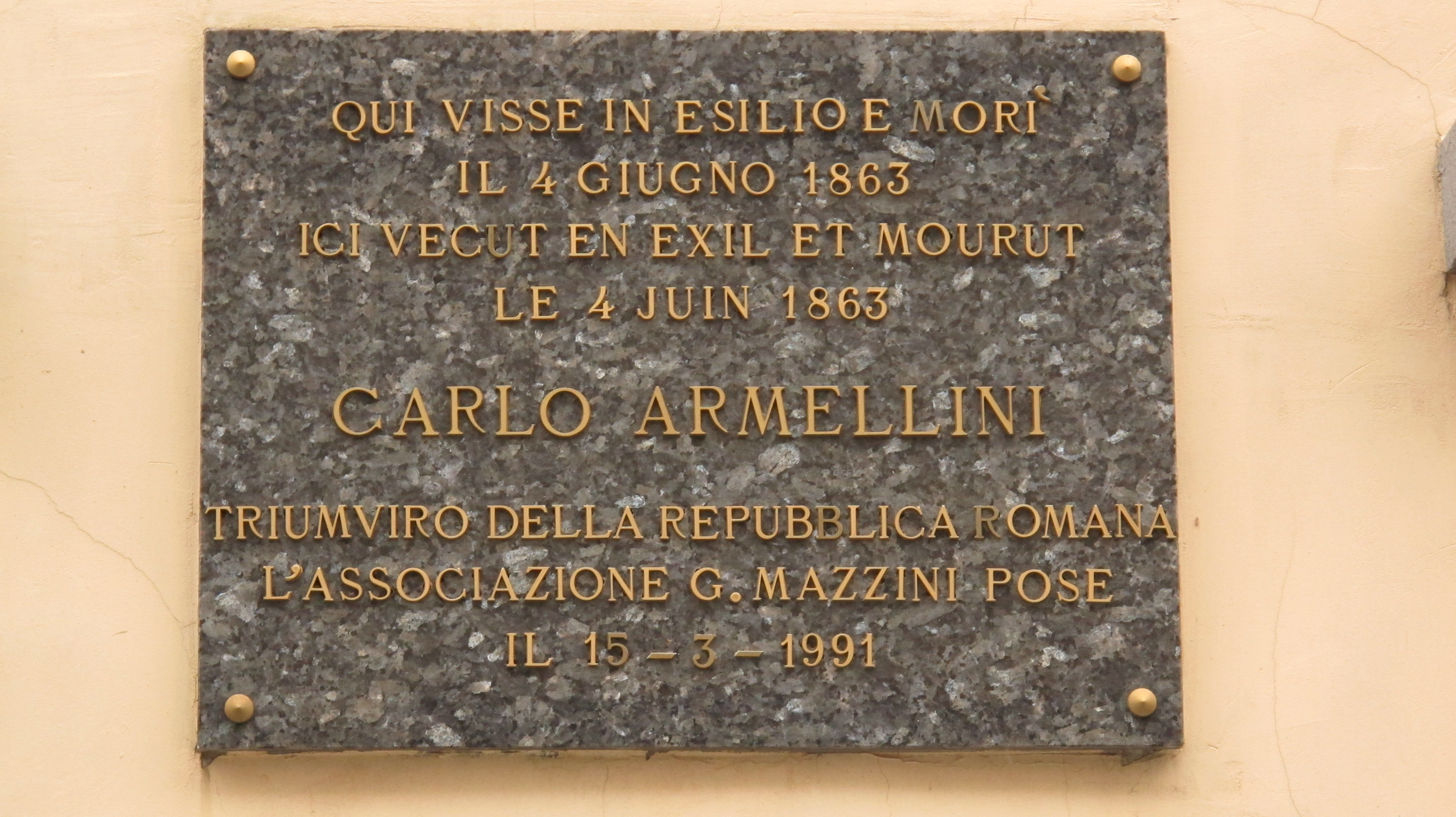
Plaque commémorative apposée sur la façade de la maison où mourut Carlo ARMELLINI, à Bruxelles (Saint-Josse-ten-Noode), rue Charles VI, no 4.

Carlo Armellini (Rome, 1777 – Saint-Josse-ten-Noode, 1863) est un juriste et homme politique italien.

## Biographie
Carlo Armellini est un avocat d'orientement modéré qui soutient la politique innovatrice de Pie IX. En 1848, il est élu député. Après l'assassinat de Pellegrino Rossi et la fuite du pape, il prend des positions plus radicales et après la naissance de la République romaine, il est nommé ministre de l'intérieur le 23 décembre 1848.
Le 29 mars 1849 il devient membre du triumvirat de la République romaine avec Giuseppe Mazzini et Aurelio Saffi. Avec Carlo Saliceti il s'occupe de la rédaction de la constitution de la république. Après la chute du nouvel État, il s'exile en Belgique, mais sa femme la peintre Faustina Bracci et deux de ses trois fils restant à Rome, pendant un voyage à Bruxelles pour il revoir  Faustina meurt et  quelques années après il meurt aussi en exil.